# Piotr Karcew
Piotr Michajłowicz Karcew (ur. 1907 w Smoleńsku, zm. 18 stycznia 1948 tamże) – porucznik NKWD, wykonawca zbrodni katyńskiej.
W 1930 wstąpił do WKP(b), następnie do NKWD, zastępca szefa Zarządu NKWD obwodu smoleńskiego, od 1942 w stopniu sierżanta, a od 1943 młodszego porucznika. Od 1944 funkcjonariusz Ludowego Komisariatu Bezpieczeństwa Państwowego, pracownik Zarządu obwodu smoleńskiego w stopniu porucznika od 1945. Według danych Głównej Prokuratury Wojskowej popełnił samobójstwo.

## Odznaczenia
- Order Czerwonej Gwiazdy (1945)
- Medal „Za zasługi bojowe” (1945)